# Clubiona mykolai
Clubiona mykolai là một loài nhện trong họ Clubionidae.
Loài này thuộc chi Clubiona. Clubiona mykolai được miêu tả năm 2003 bởi Mikhailov.